# Nui (atol)
Nui este un atol al Tuvalului situat în Oceanul Pacific. Atolul avea, conform recensământului din 2002, o populație de 548 de locuitori.  Cei mai mulți dintre locuitori trăiesc într-un sat din nord-vestul insulei principale Fenua Tapu. Nui nu este populată ca celălalte insule și atoli ale Tuvalului de polinezieni, ci de micronezieni care vorbesc limba gilberteză.
Nui este de asemenea unul din consiliile insulare ale Tuvalului.

## Geografie
Atolul are o lungime de 6 km și o lățime de 2 km și este compus din 21 de insule și insulițe:
- Fenua Tapu (1,38 km²; insula principală)
- Motupuakaka
- Pakantou
- Piliaieve
- Pongalei
- Talalolae
- Telikiai
- Tokinivae
- Unimai
- și cel puțin 12 alte insulițe.